# Lewis Carroll
Lewis Carroll, pseudoniem van Charles Lutwidge Dodgson, (Daresbury, 27 januari 1832 — Guildford, 14 januari 1898) was een Engelse diaken in de Anglicaanse Kerk, wiskundige en logicus, die vooral bekend is geworden door zijn kinderboeken. Hij was het derde kind en de oudste zoon in een gezin van elf kinderen. In januari 1851 vertrok hij naar Oxford waar hij in 1854 cum laude in de wiskunde afstudeerde aan Christ Church. Later werd hij daar lector, tot 1881. Hij stierf op 14 januari 1898 aan de gevolgen van een longontsteking in Guildford, waar hij ook begraven werd.
Zijn beroemdste werken zijn:
- Alice's Adventures in Wonderland (1865) (Nederlands: Alice in Wonderland)
- Through the Looking-Glass (1872) (Nederlands: Door de spiegel of Alice in Spiegelland)
- The Hunting of the Snark (1876) (Nederlands: De jacht op de trek/strok/slaai)

De illustraties van Sir John Tenniel bij de boeken zijn ook wereldberoemd geworden.
Het personage Alice is gebaseerd op Alice Liddell (1852-1934), een dochter van een collega-docent aan de Universiteit van Oxford, van wiens gezin hij een huisvriend was.

## Uiterlijk
Dodgson was een voor zijn tijd lange en slanke man. Hij liep scheef (vermoedelijk door een knieblessure op middelbare leeftijd), was doof aan een oor en hij stotterde. Ook was hij een wat neurotische, zonderlinge man die makkelijk met jonge meisjes omging en bevriend raakte. Hij kon goochelen en had altijd wat bij zich om kinderen die hij tegenkwam mee te vermaken. Omgang met volwassenen ging hem niet goed af. Zijn werk biedt naast een groot aantal logische en wiskundige grapjes (voor wie er oog voor heeft) een ongewone rijkdom aan mogelijke freudiaanse duidingen.

## Fotografie

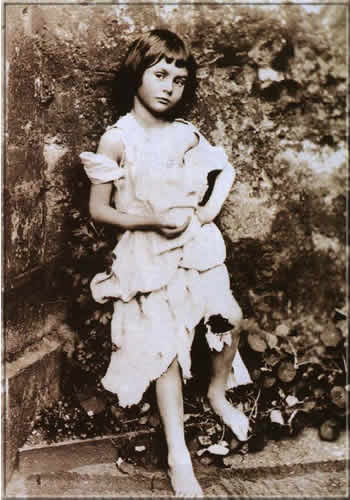
Alice Liddell as a beggar girl
Foto van Lewis Carroll (1858)

Hij was een amateurfotograaf in het begintijdperk van de natte-plaatfotografie en maakte foto's van velerlei onderwerpen, waaronder skeletten, speelgoed en landschappen. Ook maakte hij portretten van mannen, vrouwen en (soms gedeeltelijk ontklede) kinderen, waarbij hij toestemming had van de ouders. Niettemin vond Alice' moeder het na een poos beter dat ze elkaar niet meer zagen. Hij onderhield met Alice en een aantal andere vriendinnetjes een levendige correspondentie. Een van zijn foto's van Alice werd door Edward Steichen geselecteerd en opgenomen in de wereldberoemde tentoonstelling The Family of Man.

## Carrière als schrijver

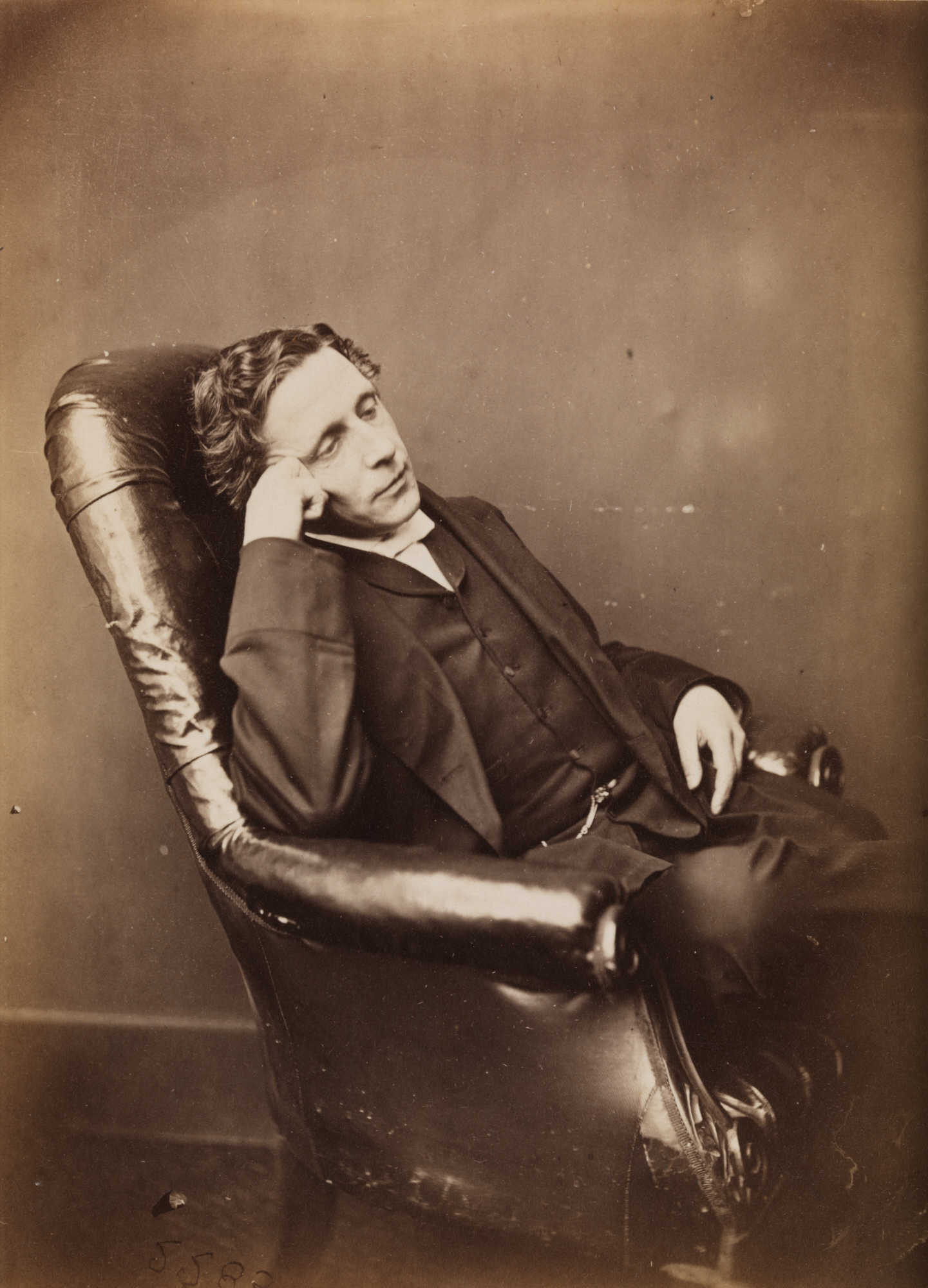
Zelfportret van Lewis Carroll (1875)

Nadat Alice's Adventures in Wonderland bij uitgever Alexander Macmillan in 1865 voor het eerst was uitgekomen kreeg het veel lovende recensies in de pers. In 1866, 1867 en 1868 verscheen ieder jaar al een nieuwe editie. Daarna verschenen er tussen 1869 en 1889 zesentwintig herdrukken in Engeland en begonnen er ook vele vertalingen in andere landen te verschijnen. In 1871 kwam het vervolg op zijn succesvolle boek uit onder de titel Through the Looking-Glass, and What Alice Found There. Zijn verworven roem en rijkdom stond echter op gespannen voet met zijn werk in de wetenschap. Tot 1881 wijdde hij zich vooral aan zijn docentschap aan Christ Church College. Na zijn pensionering schreef hij nog het tweedelige Silvie and Bruno (1889-1893).